# Gonçal González i Moré
Gonçal González i Moré (Barcelona, 5 d'agost de 1887 - Barcelona, 20 de gener de 1961), fou un guitarrista i compositor, deixeble de Joan Nogués Pon.

## Biografia
Va néixer a Barcelona, fill de Sixto González, natural de Sabero (Lleó) i de Clotilde Moré, natural de Barcelona.
Oferia periòdicament, concerts a Barcelona amb obres de Ferran Sor, Dionisio Aguado, Francesc Tàrrega i compositors del seu temps, com Miquel Mas Bargalló i el mateix Nogués Pon o Alfred Romea (els dos deixebles de Mas Bargalló).
El 20 de maig de 1915 va entrar com a funcionari de l'Ajuntament de Barcelona, com a escrivent i més tard com a oficial de tercera, oficial de segona i oficial de primera (1952). Es va jubilar l'any 1957, en fer els setanta anys.
El 9 d’abril de 1930 va participar com a guitarrista il·lustrat a la conferència sobre la història de la guitarra donada per Trinitario Martí-Ferret al saló Gewer Kchafsbund der Angestellten de Barcelona.
Va publicar un Andante sentimental i una Barcarola, obres classificades com “de gust fi i ben guitarrístiques”, qui afegiria a més que “la seva periòdica actuació a Ràdio Barcelona és ben interessant, que serveix de guia pels que determinaran cultivar aquest instrument en aquella capital tan reticent a la guitarra”.